# 何塞·马里亚·巴桑塔
何塞·马里亚·巴桑塔（José María Basanta，1984年4月3日—）是一名已退役的阿根廷职业足球运动员，退役前司职后卫。巴桑塔拥有墨西哥公民身份。他曾跟隨阿根廷國家足球隊奪得2014年世界杯亞軍。